# Síndrome XYY
La síndrome XYY o síndrome de doble Y, (rarament també es pot anomenar síndrome del superhome), és una trisomia en els cromosomes sexuals per la presència de dos cromosomes Y. La presència doble d'aquest cromosoma implica certes característiques físiques i predisposicions.

## Etiologia
La síndrome XYY és causada per la presència d'un tercer cromosoma sexual. El normal és que un home només compti amb dos cromosomes sexuals, una X i una Y, presentant una configuració genètica 46, XY, no obstant això en aquesta síndrome es compta amb dos cromosomes Y, sent la seva configuració genètica 47, XYY.

## Signes i símptomes
Aquests pacients no solen distingir-se d'altres homes normals però presenten les següents característiques:
- Poden presentar[2] criptorquídia al naixement (testicles no descendits).
- Aparició d'acne excessiu durant l'adolescència (varien graus d'acne).
- En alguns pacients pot presentar sinostosi radiocubital congènita (una fusió dels dos ossos de l'avantbraç, cúbit i radi, de manera congènita, que dificulta la mobilitat manual)

## Diagnòstic
El diagnòstic depèn de l'avaluació per un metge genetista, que tindrà en compte l'anamnesi i realitzarà una exploració física completa. La confirmació només podrà ser donada pel cariotip, el qual és una prova per examinar cromosomes en una mostra de cèl·lules, que permet comptar-los i observar canvis en el seu nombre i estructura, es realitza generalment mitjançant una mostra de sang.